# Xenosporium berkeleyi
Xenosporium berkeleyi är en svampart som först beskrevs av Moses Ashley Curtis, och fick sitt nu gällande namn av Piroz. 1966. Xenosporium berkeleyi ingår i släktet Xenosporium och familjen Tubeufiaceae.   Inga underarter finns listade i Catalogue of Life.